# Devizaalapú hitel
A devizaalapú hitelezés a carry trade üzlet klasszikus formájának tekinthető, amely során a "befektető" alacsony kamatszintű devizában vesz fel hitelt (forrásdeviza), amelyet magas kamatszintű országban fektet be (célország devizája). A hozam a két deviza kamatának különbsége.

## A devizaalapú hitelezés Magyarországon
Magyarországon, a közbeszédben a devizahitelezés terjedt el, amely kis mértékben volt valódi devizahitelezés, valójában devizaalapú, de egészen pontosan inkább deviza elszámolású hitelezésről kell beszéljünk.
Köztudomású, hogy a magyar bankrendszer szintetikusan, deviza swap-okkal (devizák cseréjével) állította elő a devizát és nem pedig betétek gyűjtésével, vagy a devizahitelek felvételével a bankközi devizapiacon.
A devizaalapú hitelezés Magyarországon jelentős méreteket öltött, a károsultak egészen magas arányára (kb. 1 960 000 szerződés és a károsultnak családja) jellemzi.
A pénzintézetek, a Magyar Bankszövetség, a Magyar Kormány, valamint a Kúria álláspontja szerint a devizaalapú kölcsönszerződések megkötésére azért került sor, mert az adós célja az volt, hogy a forint kölcsönszerződések esetén irányadó kamatnál alacsonyabb kamat mellett jusson kölcsönhöz. 
Erre csak úgy volt lehetőség, ha "devizában adósodik el", ami egyben azt jelenti, hogy vállalja az árfolyamváltozás kockázatát, melynek iránya, mértéke előre nem látható, nem kiszámítható.
Darák Péter Úr 2019. április 25-én megerősítette érdekképviselő szervezetek vezetőinek, hogy bár a Kúria fenntartja az eddigi iránymutatásait, de az Európai Unió Bíróságának döntései kötelezőek minden magyar bíró számára. Álláspontja szerint új törvények kellenek a társadalmi katasztrófa megoldására.

## A devizaalapú hitelezés a környező országokban
A devizaalapú hitelezés a környező országokban is jelen volt, több volt szocialista országra is jellemző.
A perekkel kapcsolatban  egyre gyakrabban  fordulnak a bíróságok a luxemburgi Európai Unió Bíróságához (EUB Curia). Általában azért, hogy segítsen értelmezni az uniós fogyasztóvédelmi elveket. A Nagyváradi Fellebbviteli Bíróság az árfolyamkockázattal kapcsolatban tett fel kérdéseket. Ebben az ügyben még nem született ítélet, azonban már a Főtanácsnok elkészítette döntéshozatalra az ügyet. Ebben az előkészítő anyagban felmerül annak a lehetősége, hogy a banknak lehetett olyan információ a birtokában, melyet nem adott át a hitelfelvevőnek, az adósnak. A Főtanácsnok szerint nincsenek arra még bizonyítékok, hogy a bankok  előre láthatták a svájci frank „drámai mértékű emelkedését”.

## A devizaalapú hitel előnye
A devizaalapú hitel azok számára előnyös akik külföldi devizában kapják a jövedelmüket, de kiadásai itthon keletkeznek.
Ebben az esetben a devizaalapú hitel egyrészt forrást biztosít pl. lakásvásárláshoz, másrészt fedezi a hitelfelvevő árfolyamkockázattal szembeni kitettségét. E kitettség abból adódik, hogy eltérő pénznemben szerzi a jövedelmét, mint amiben a kiadása keletkezik.

## A devizaalapú hitelek hátránya
Amennyiben a hitelfelvevő forintban szerzi a jövedelmét, de az adóssága devizában van nyilvántartva, árfolyamkockázata keletkezik. E kockázat kezeléséhez nem rendelkezik természetes fedezettel, ezért "ha valaki nem számol ezen hitelkonstrukciók kockázataival, az a körülmények romlása esetén könnyen fizetésképtelenné válhat."
További hátrány, hogy egy adott országban a devizahitelezés szintje befolyásolja az árfolyamkockázat mértékét. Másképpen fogalmazva az árfolyamkockázatot maga a pénzintézet állítja elő, akarva-akaratlanul. Ennek az az oka, hogy a pénzintézetek kerülik a kockázatot és a saját árfolyamkockázatukat határidős ügyletekkel fedezik, ennek során a devizapiacokon a hitelek folyósításakor a deviza kínálati oldalon jelennek meg, ezzel szemben amikor a törlesztések kerülnek túlsúlyba akkor a deviza keresleti oldalon vannak jelen. A kereslet kínálat szabályai miatt "a hitelezés felfutása a forint erősödéséhez vezet, a törlesztések a forint gyengüléséhez vezetnek".  A deviza árfolyama ezért eltér a természetes növekedési pályától (trend-től). E trendszerűen növekvő árfolyamot a két ország közötti eltérő infláció okozza. Az eltérést a forint felül-értékelődése (más szavakkal: felértékelődése vagy túlértékeltsége) jellemezte a devizahitel állomány bővülésének idején. A forint túlértékeltsége kedvezőtlen a hazai gyártóknak, mert az árversenyben a külföldi gyártókhoz képest hátrányba kerülnek.